# Hippolytos (Gigant)
Hippolytos (altgriechisch Ἱππόλυτος Hippólytos) ist ein Gigant aus der griechischen Mythologie. Er wird in der Namensliste der Bibliotheke des Apollodor als Sohn der Gaia und dem Blut des Uranos, das bei seiner Entmannung auf Gaia fällt, genannt.
Er wird in der Gigantomachie von Hermes getötet. Da die Giganten nur von Sterblichen endgültig getötet werden können, streckt Herakles ihn am Boden liegend mit einem Pfeil nieder.